# Donald Lippincott
Donald Fithian Lippincott, detto Don (Filadelfia, 16 novembre 1893 – Filadelfia, 9 gennaio 1962), è stato un velocista statunitense.

## Biografia

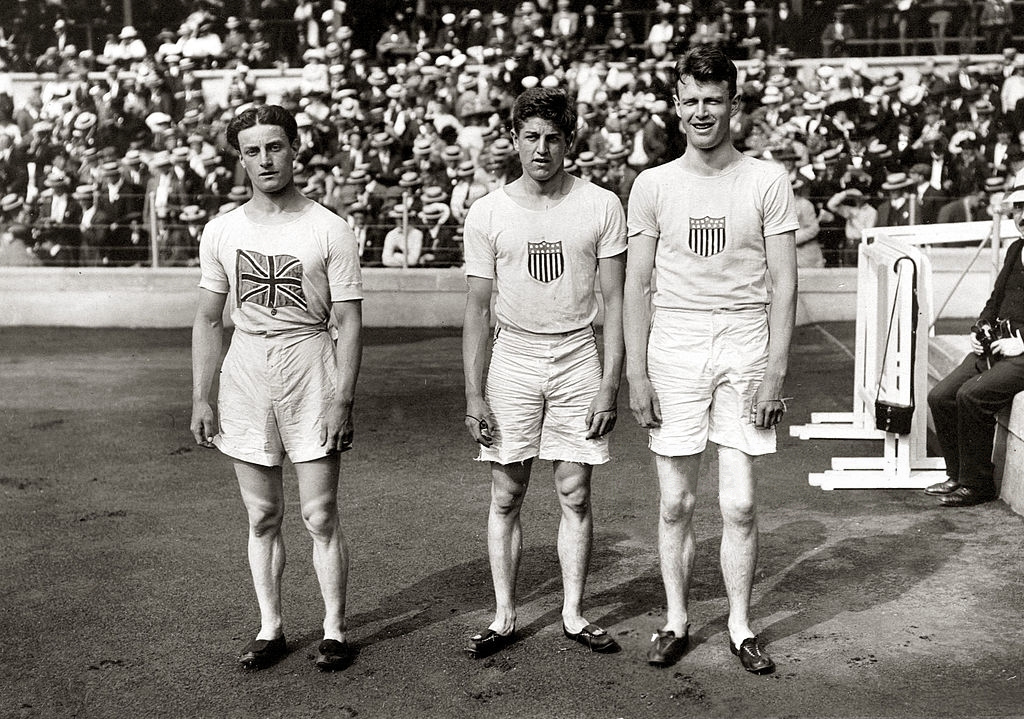
Lippincott (al centro) insieme al britannico Willie Applegarth e al connazionale Ralph Craig durante i Giochi olimpici di.

Studente all'Università della Pennsylvania, all'età di diciotto anni riuscì ad aggregarsi alla squadra statunitense in procinto di partecipare ai Giochi olimpici di Stoccolma 1912 grazie ai finanziamenti raccolti da alcuni compagni di studi. Il suo preparatore atletico durante gli anni universitari era Michael Murphy.
Ai Giochi olimpici di Stoccolma 1912 vinse la medaglia di bronzo nei 100 metri piani alle spalle dei connazionali Ralph Craig e Alvah Meyer, nonostante avesse fatto registrare nelle batterie di qualificazione il miglior tempo tra i concorrenti presenti, mentre nei 200 metri piani conquistò la medaglia d'argento dietro al favorito Ralph Craig.
Tornato in patria, nel 1915 completò gli studi laureandosi in economia alla Wharton School. Riuscì quindi a trovare lavoro come consulente per la sicurezza aziendale, presso l'azienda dei fratelli Chandler. Durante la prima guerra mondiale prestò servizio come tenente nella U.S. Navy e in seguito lavorò nel settore bancario a Filadelfia.
Morì per una malattia il 9 gennaio 1962, all'età di 68 anni.

## Riconoscimenti
Fu il primo detentore del record mondiale dei 100 metri piani maschili riconosciuto dalla IAAF (ora World Athletics) con il tempo manuale di 10"6, stabilito il 6 luglio 1912 a Stoccolma durante le batterie di qualificazione. Tale primato restò imbattuto per quasi nove anni, venendo prima eguagliato da Jackson Scholz nel 1920 e infine superato da Charley Paddock nel 1921, che lo portò a 10"4.
Donald Lippincott è ancora oggi il più giovane medagliato nella storia dei 100 e 200 metri piani ai Giochi olimpici, con un'età di 18 anni e 7 mesi.

## Palmarès
| Anno | Manifestazione  | Sede      | Evento      | Risultato | Prestazione | Note |
| ---- | --------------- | --------- | ----------- | --------- | ----------- | ---- |
| 1912 | Giochi olimpici | Stoccolma | 100 m piani | Bronzo    | 10"9        |      |
| 1912 | Giochi olimpici | Stoccolma | 200 m piani | Argento   | 21"8        |      |